# Сарматский портрет
Сарматский портрет (пол. Portret sarmacki) — барочная портретная живопись в Речи Посполитой, вошедшая в моду при Стефане Батории в 1576 году. Название портрета связано с умонастроением сарматизма.
Такие портреты образовали важную составляющую коллективной памяти — они выставлялись феодалами в специальных залах для свидетельства о благородстве своего происхождения.
К отличительным особенностям портрета можно отнести специфические атрибуты: шляхтич изображался в полный рост, на нём всегда был надет кунтуш и жупан, на поясе обязательно висела сабля. Гетман изображался с гетманской булавой, а канцлер — с печатью. Шляхта на портретах носила короткую прическу и усы (европейские парики или московские бороды отсутствовали). В цвете доминировал красный.
Особой разновидностью сарматского портрета был т. н. называемый «труменный портрет» — надгробные изображения лица умершего, имеющие сходство со знаменитыми «фаюмскими портретами».
В современной Беларуси предпринимаются попытки возродить сарматский портрет